# Jew Watch
Jew Watch est un site web d'extrême droite antisémite américain lancé en 1998,,,,.
Il a été fondé en 1998 par Frank Weltner, membre de l’Alliance nationale, une organisation nationaliste américaine blanche, et est depuis dirigé par le même organisme,,.
Le nom Jew Watch traduit signifie "Observatoire sur le Juif", le sous-titre indique "Pour une surveillance stricte des communautés et des organisations juives à travers le monde".
Le site est proposé comme une bibliothèque à but non lucratif pour des études privées, des bourses d’études et des recherches dans le but de se donner une fonction éducative, mais il contient en substance une vaste collection de documents supposés antisémites, liste détaillée des célébrités les plus célèbres d'origine juive et divers articles contenant les clichés les plus courants de l'antisémitisme.
Le site accusé la sphère politique occidentale d'être contrôlée par ZOG.